# Gymnastiek op de Olympische Zomerspelen 1992
Gymnastiek is een van de sporten die beoefend werden tijdens de Olympische Zomerspelen 1992 in Barcelona.

## Turnen

### Heren

#### team
| rang   | sporter(s)                                                                                            | land | punten  |
| ------ | --- | ---- | ------- |
| Goud   | Vitali Tsjerbo Valeri Belenki Grigori Misjoetin Igor Korobtsjinski Aleksej Voropajev Roestam Sjaripov | EUN  | 584.450 |
| Zilver | Li Xiaoshuang Li Chunyang Guo Linyao Li Jing Li Dashuang Li Ge                                        | CHN  | 580.375 |
| Brons  | Yukio Iketani Yoshiaki Hatakeda Takashi Chinen Daisuke Nishikawa Yutaka Aihara Masayuki Matsunaga     | JPN  | 578.250 |
| 4      | Andreas Wecker Sylvio Kroll Oliver Walther Ralf Büchner Sven Tippelt Mario Franke                     | GER  | 575.575 |
| 5      | Boris Preti Paolo Bucci Ruggero Rossato Gabriele Sala Gianmatteo Centazzo Alessandro Viligiardi       | ITA  | 571.750 |
| 6      | Chris Waller John Roethlisberger Scott Keswick Trent Dimas Dominick Minicucci Jair Lynch              | USA  | 571.725 |
| 7      | Marius Gherman Marian Rizan Adrian-Francisc Gal Nicolae Bejenaru Nicu Stroia Adrian Sandu             | ROU  | 571.150 |
| 8      | Yoo Ok-ryul Lee Joo-hyung Han Yoon-soo Jung Jin-soo Han Kwang-ho Yeo Hong-chul                        | KOR  | 570.850 |

#### individuele meerkamp
| rang   | sporter(s)        | land | punten |
| ------ | ----------------- | ---- | ------ |
| Goud   | Vitali Tsjerbo    | EUN  | 59.025 |
| Zilver | Grigori Misjoetin | EUN  | 58.925 |
| Brons  | Valeri Belenki    | EUN  | 58.625 |
| 4      | Andreas Wecker    | GER  | 58.450 |
| 5      | Li Xiaoshuang     | CHN  | 58.150 |
| 6      | Guo Linyao        | CHN  | 57.925 |
| 7      | Marius Gherman    | ROU  | 57.700 |
| 8      | Lee Joo-hyung     | KOR  | 57.675 |

#### vloer
| rang   | sporter(s)        | land | punten |
| ------ | ----------------- | ---- | ------ |
| Goud   | Li Xiaoshuang     | CHN  | 9.925  |
| Zilver | Yukio Iketani     | JPN  | 9.787  |
| Zilver | Grigori Misjoetin | EUN  | 9.787  |
| 4      | Yoo Ok-ryul       | KOR  | 9.775  |
| 5      | Yutaka Aihara     | JPN  | 9.737  |
| 6      | Vitali Tsjerbo    | EUN  | 9.712  |
| 7      | Andreas Wecker    | GER  | 9.687  |
| 8      | Li Chunyang       | CHN  | 9.387  |

#### paard voltige
| rang  | sporter(s)        | land | punten |
| ----- | ----------------- | ---- | ------ |
| Goud  | Pae Gil-su        | PRK  | 9.925  |
| Goud  | Vitali Tsjerbo    | EUN  | 9.925  |
| Brons | Andreas Wecker    | GER  | 9.887  |
| 4     | Guo Linyao        | CHN  | 9.875  |
| 5     | Chris Waller      | USA  | 9.825  |
| 6     | Yoshiaki Hatakeda | JPN  | 9.775  |
| 7     | Valeri Belenki    | EUN  | 9.250  |
| 7     | Li Jing           | CHN  | 9.250  |

#### ringen
| rang   | sporter(s)           | land | punten |
| ------ | -------------------- | ---- | ------ |
| Goud   | Vitali Tsjerbo       | EUN  | 9.937  |
| Zilver | Li Jing              | CHN  | 9.875  |
| Brons  | Li Xiaoshuang        | CHN  | 9.862  |
| Brons  | Andreas Wecker       | GER  | 9.862  |
| 5      | Valeri Belenki       | EUN  | 9.825  |
| 6      | Szilveszter Csollány | HUN  | 9.800  |
| 7      | Yukio Iketani        | JPN  | 9.762  |
| 8      | Kalofer Hristozov    | BUL  | 9.750  |

#### sprong
| rang   | sporter(s)           | land | punten |
| ------ | -------------------- | ---- | ------ |
| Goud   | Vitali Tsjerbo       | EUN  | 9.856  |
| Zilver | Grigori Misjoetin    | EUN  | 9.781  |
| Brons  | Yoo Ok-ryul          | KOR  | 9.762  |
| 4      | Li Xiaoshuang        | CHN  | 9.731  |
| 5      | Zoltán Supola        | HUN  | 9.674  |
| 6      | Sylvio Kroll         | GER  | 9.662  |
| 7      | Szilveszter Csollány | HUN  | 9.524  |
| 8      | Yutaka Aihara        | JPN  | 9.450  |

#### brug
| rang   | sporter(s)         | land | punten |
| ------ | ------------------ | ---- | ------ |
| Goud   | Vitali Tsjerbo     | EUN  | 9.900  |
| Zilver | Li Jing            | CHN  | 9.812  |
| Brons  | Guo Linyao         | CHN  | 9.800  |
| Brons  | Igor Korobtsjinski | EUN  | 9.800  |
| Brons  | Masayuki Matsunaga | JPN  | 9.800  |
| 6      | Jair Lynch         | USA  | 9.712  |
| 7      | Andreas Wecker     | GER  | 9.612  |
| 8      | Daisuke Nishikawa  | JPN  | 9.575  |

#### rekstok
| rang   | sporter(s)        | land | punten |
| ------ | ----------------- | ---- | ------ |
| Goud   | Trent Dimas       | USA  | 9.875  |
| Zilver | Grigori Misjoetin | EUN  | 9.837  |
| Zilver | Andreas Wecker    | GER  | 9.837  |
| 4      | Guo Linyao        | CHN  | 9.812  |
| 5      | Valeri Belenki    | EUN  | 9.787  |
| 5      | Yoshiaki Hatakeda | JPN  | 9.787  |
| 5      | Daisuke Nishikawa | JPN  | 9.787  |
| 8      | Li Jing           | CHN  | 6.425  |

### Dames

#### team
| rang   | sporter(s) | land | punten  |
| ------ | --- | ---- | ------- |
| Goud   | Svetlana Boginskaja Tetjana Lysenko Rozalija Galijeva Tetjana Goetsoe Jelena Groedneva Oksana Tsjoesovitina                  | EUN  | 395.666 |
| Zilver | Cristina Bontaş Lavinia Miloşovici Gina Gogean Vanda Hădărean Maria Neculiţă Mirela Paşca                                    | ROU  | 395.079 |
| Brons  | Shannon Miller Betty Okino Kim Zmeskal Kerri Strug Dominique Dawes Wendy Bruce                                               | USA  | 394.704 |
| 4      | Yang Bo Lu Li Li Yifang Li Li He Xuemei Zhang Xia                                                                            | CHN  | 392.941 |
| 5      | Cristina Fraguas Sánchez Sonia Fraguas Sánchez Alicia Fernández Eva Rueda Bravo Ruth Rollán González Silvia Martínez Albalat | ESP  | 391.428 |
| 6      | Henrietta Ónodi Andrea Molnár Bernadette Balázs Kinga Horváth Ildikó Balog Krisztina Molnár                                  | HUN  | 388.602 |
| 7      | Lisa Read Monique Allen Kylie Shadbolt Jane Warrilow Julie-Anne Monico Brooke Gysen                                          | AUS  | 387.502 |
| 8      | Marie Angeline Colson Virginia Machado Chloé Maigre Karine Boucher Karine Charlier Jenny Rolland                             | FRA  | 386.052 |

#### individuele meerkamp
| rang   | sporter(s)          | land | punten |
| ------ | ------------------- | ---- | ------ |
| Goud   | Tetjana Goetsoe     | EUN  | 39.737 |
| Zilver | Shannon Miller      | USA  | 39.725 |
| Brons  | Lavinia Miloşovici  | ROU  | 39.687 |
| 4      | Cristina Bontaş     | ROU  | 39.674 |
| 5      | Svetlana Boginskaja | EUN  | 39.673 |
| 6      | Gina Gogean         | ROU  | 39.624 |
| 7      | Tetjana Lysenko     | EUN  | 39.537 |
| 8      | Henrietta Ónodi     | HUN  | 39.449 |

#### sprong
| rang  | sporter(s)          | land | punten |
| ----- | ------------------- | ---- | ------ |
| Goud  | Lavinia Miloşovici  | ROU  | 9.925  |
| Goud  | Henrietta Ónodi     | HUN  | 9.925  |
| Brons | Tetjana Lysenko     | EUN  | 9.912  |
| 4     | Svetlana Boginskaja | EUN  | 9.899  |
| 5     | Gina Gogean         | ROU  | 9.893  |
| 6     | Shannon Miller      | USA  | 9.837  |
| 7     | Eva Rueda Bravo     | ESP  | 9.787  |
| 8     | Kim Zmeskal         | USA  | 9.693  |

#### brug met ongelijke leggers
| rang   | sporter(s)               | land | punten |
| ------ | ------------------------ | ---- | ------ |
| Goud   | Lu Li                    | CHN  | 10.000 |
| Zilver | Tetjana Goetsoe          | EUN  | 9.975  |
| Brons  | Shannon Miller           | USA  | 9.962  |
| 4      | Kim Gwang Suk            | PRK  | 9.912  |
| 4      | Lavinia Miloşovici       | ROU  | 9.912  |
| 4      | Mirela Paşca             | ROU  | 9.912  |
| 7      | Cristina Fraguas Sánchez | ESP  | 9.900  |
| 8      | Li Li                    | CHN  | 9.887  |

#### evenwichtsbalk
| rang   | sporter(s)          | land | punten |
| ------ | ------------------- | ---- | ------ |
| Goud   | Tetjana Lysenko     | EUN  | 9.975  |
| Zilver | Lu Li               | CHN  | 9.912  |
| Zilver | Shannon Miller      | USA  | 9.912  |
| 4      | Cristina Bontaş     | ROU  | 9.875  |
| 5      | Svetlana Boginskaja | EUN  | 9.862  |
| 6      | Betty Okino         | USA  | 9.837  |
| 7      | Yang Bo             | CHN  | 9.300  |
| 8      | Lavinia Miloşovici  | ROU  | 9.262  |

#### vloer
| rang   | sporter(s)           | land | punten |
| ------ | -------------------- | ---- | ------ |
| Goud   | Lavinia Miloşovici   | ROU  | 10.000 |
| Zilver | Henrietta Ónodi      | HUN  | 9.950  |
| Brons  | Cristina Bontaş      | ROU  | 9.912  |
| Brons  | Tetjana Goetsoe      | EUN  | 9.912  |
| Brons  | Shannon Miller       | USA  | 9.912  |
| 6      | Kim Zmeskal          | USA  | 9.900  |
| 7      | Oksana Tsjoesovitina | EUN  | 9.812  |
| 8      | Sylvia Mitova        | BUL  | 9.400  |

## Ritmische Sportgymnastiek

### individuele meerkamp
| rang   | sporter(s)              | land | punten |
| ------ | ----------------------- | ---- | ------ |
| Goud   | Aleksandra Timosjenko   | EUN  | 59.037 |
| Zilver | Carolina Pascual Gracía | ESP  | 58.100 |
| Brons  | Oksana Skaldina         | EUN  | 57.912 |
| 4      | Cármen Acedo Jorge      | ESP  | 57.225 |
| 5      | Maria Petrova           | BUL  | 57.087 |
| 6      | Irina Deleanu           | ROU  | 56.612 |
| 7      | Joanna Bodak            | POL  | 56.475 |
| 8      | Lenka Oulehlová         | TCH  | 56.137 |

## Medaillespiegel
| rang   | land             | goud | zilver | brons | totaal |
| ------ | ---------------- | ---- | ------ | ----- | ------ |
| 1      | Gezamenlijk team | 10   | 5      | 5     | 20     |
| 2      | China            | 2    | 4      | 2     | 8      |
| 3      | Roemenië         | 2    | 1      | 2     | 5      |
| 4      | Verenigde Staten | 1    | 2      | 3     | 6      |
| 5      | Hongarije        | 1    | 1      | 0     | 2      |
| 6      | Noord-Korea      | 1    | 0      | 0     | 1      |
| 7      | Duitsland        | 0    | 1      | 2     | 3      |
| 7      | Japan            | 0    | 1      | 2     | 3      |
| 9      | Spanje           | 0    | 1      | 0     | 1      |
| 10     | Zuid-Korea       | 0    | 0      | 1     | 1      |
| totaal | totaal           | 17   | 16     | 17    | 50     |